# Aleksandra Szutko
Aleksandra Szutko (ur. 31 grudnia 2000 w Białymstoku) – polska strzelczyni specjalizująca się w strzelaniu z karabinu, brązowa medalistka mistrzostw Europy juniorów, mistrzyni Europy juniorów.

## Życiorys
W 2017 roku została mistrzynią Polski we Wrocławiu w konkurencji karabinu sportowego w trzech postawach. Następnego  roku zdobyła brązowy medal w tej samej konkurencji. Lepsze okazały się jedynie Chinka Zhang Qiaoying i Austriaczka Rebecca Köck.
Podczas mistrzostw Europy w 2020 roku we Wrocławiu została juniorską mistrzynią Europy w karabinie pneumatycznym. W decydującej serii pokonała Francuzkę Jade Bordet o 0,8 punktu. W zawodach drużynowych tej konkurencji zdobyła brązowy medal razem z Julia Grzybowską i Julią Piotrowska. W pojedynku o trzecie miejsce pokonały reprezentantki Ukrainy 17–15.